# 심상건
심상건(沈相健, 1889년 ~ 1965년)은 일제강점기 때의 가야금 산조 명인이다. 충청남도 서산(瑞山)에서 출생하였다. 본관은 청송(靑松)이다. 가수 심수봉의 당숙이다.
부친에게 가야금을 배워 충청도제 가야금 성음을 터득한 뒤 독특한 자기만의 경지를 개척하여 가야금 산조에서 이색적인 유(流)를 만들었다. 다른 산조와 청을 달리하고 정악적인 성음이 깃들여 있다. 일제 때 가야금 산조와 병창으로 많은 연주와 음반 취입을 하였다. 1948년 조택원 무용단과 미국에 가서 공연했다. 1962년 정부로부터 문화포상(文化褒賞)을 받았다. 일제 때 음반으로 산조와 병창이 많이 남았는데, 단가, 장부한(丈夫恨)이 걸작이다. 그의 가야금 병창은 충청도의 전통적인 고제로 알려졌다.